# 3325 TARDIS
3325 TARDIS là một tiểu hành tinh vành đai chính có đường kính 29.66 km. Nó được phát hiện bởi Brian A. Skiff vào tháng 5 năm 1984 ở Đài thiên văn Lowell ở Flagstaff, Arizona. Nó được đặt theo tên TARDIS.